# Scoparia albifrons
Scoparia albifrons là một loài bướm đêm trong họ Crambidae.